# Polyschides xavante
Polyschides xavante är en blötdjursart som beskrevs av Caetano och Absalao 2005. Polyschides xavante ingår i släktet Polyschides och familjen Gadilidae. Inga underarter finns listade i Catalogue of Life.